# Caspar Kummer
Johann Caspar Kummer (* 10. Dezember 1795 in Erlau bei Schleusingen; † 31. Mai 1870 in Coburg), auch Gaspard Kummer (G. Kummer), war ein deutscher Flötist, Komponist und Musikpädagoge der späten Wiener Klassik.

## Leben
Kummer kam erstmals als Zehnjähriger mit der Musik in Berührung, nachdem er eine kleine Terzflöte geschenkt bekommen hatte. Später absolvierte er in Schleusingen eine Ausbildung zum Stadtpfeifer beim Stadtmusikus Neumeister. Das Berufsbild des Stadtpfeifers erforderte Vielseitigkeit; so lernte Kummer Violine, Horn, Trompete, Klarinette, Fagott, Oboe, Violoncello und Kontrabass und brachte sich außerdem ein weiteres Instrument selbst bei: die Flöte. Nur ein einziges Jahr lernte Kummer bei seinem Lehrmeister Neumeister, dann ließ er sich in Sachen Musiktheorie beim Kantor von Schleusingen Gottlob Abraham Stäps ausbilden.
Von 1813 bis 1814 nahm Kummer als Klarinettist des coburgischen Hof-Hautboisten-Chors an den Feldzügen teil.
Ab 1835 arbeitete Kummer als Flötist an der Schlosskapelle des Herzogs von Sachsen-Coburg und Gotha in Coburg und übernahm 1854 die Leitung der Kapelle.
Im November 1868 hatte er einen Schlaganfall, von dem er sich aber wieder erholte. Ein weiterer Anfall am 1. Mai 1870 beendete sein Leben.

## Werke (Auswahl)
- Trio für 3 Flöten, op. 24
- Trio für Flöte, Klarinette und Fagott, op. 32
- Nocturne, op. 40 für Flöte und Gitarre. Möseler, Wolfenbüttel 1985
- Duo 1, op. 46, Nr. 1 in B-Dur
- Amusemens, op. 63 für Flöte und Gitarre
- Six Divertissements, op. 70 für Flöte und Gitarre. Möseler, Wolfenbüttel 2009
- Trio C-Dur für Flöte, Bratsche (oder Violine) und Klavier, op. 75
- Concertino in C Major, op. 101 für Flöte, Klarinette und Klavier

## Schüler
- 1838/39: Friedrich Kiel
- 1850–1852: Felix Draeseke